# Syracuse (New York)
|  | For andre betydninger, se Syracuse |
Syracuse er en by i Onondaga County i den amerikanske delstat New York. Ved folketællingen i 2013 havde byen 258.959 indbyggere. Byen er administrativt centrum (county seat) i Onondaga County. Byen er opkaldt efter den sicilianske by Siracusa.
Syracuse fungerer som centrum for økonomi og uddannelse i delstatens centrale dele. Byen er beliggende i et slettelandskab ca. 50 km fra Lake Ontario og ca. midt i mellem byen Buffalo og hovedstaden Albany.
Syracuse har mere end 10 større arbejdsgivere, der hver især beskæftiger mere end 2.000 ansatte. Den største arbejdsplads er Syracuse University med 7.400 ansatte.

## Kendte personer fra Syracuse
- Tom Cruise
- Eric Carle, barnebogforfatter,[1] født i Syracuse
- Post Malone